# Leslie West
Leslie West (født Leslie Weinstein den 22. oktober 1945, død 22. december 2020) var en amerikansk rockguitarist, vokalist og sangskriver. Han er bedst kendt som oprindeligt medlem af hard rock bandet Mountain.

## Liv og karriere
West blev født i New York City. Han voksede op I Hackensack, New Jersey, East Meadow, New York, Forest Hills, New York og Lawrence, New York. Efter forældrenes skilsmisse ændrede han efternavn til West. Hans musikalske karriere begyndte med The Vagrants, et band inspireret af The Rascals.
Nogle af Vagrants indspilninger blev produceret af Felix Pappalardi, som også samarbejdede med Cream på albummet Disraeli Gears. I 1969 dannede West og Pappalardi det banebrydende hard rock band Mountain. Bandet, som også omfattede trommeslageren Corky Laing, havde salgssucces med "Mississippi Queen", som nåede plads 21 på Billboard charts og nr. 4 på hitlisten i Canada. Med den første LP markerede Mountain sig som et af de bands, der anerkendes som forløbere for genren heavy metal l.
Pappalardi forlodt Mountain for at koncentrere sig om producervirksomheden, hvorefter West og Laing indspillede to studiealbums og en live lp med Jack Bruce på bas under kunstnernavnet West, Bruce and Laing. Mountain blev gendannet i 1981 og er med forskellige besætninger fortsat indtil 2000 med West som guitarist.
West deltog gennem årene deltaget i en række musikalske projekter. Sammen med keyboardspilleren Al Kooper fra Blood, Sweat & Tears medvirkede han på nogle af numrene på The Whos Who's Next under deres 1971 New York sessions. West spillede også sammen med Ian Gillan fra Deep Purple på "Hang Me Out To Dry" , et af numrene på Gillans album ToolBox, der blev udsendt i Europa i 1991.
I 2005 var han gæstemusiker på Ozzy Osbournes Under Cover album, hvor han spillede guitar på en coverversion af "Mississippi Queen".
West blev optaget i Long Island Music Hall of Fame den 15. oktober 2006.
I 2011 blev hans højre ben amputeret på grund af en sukkersygdom.
Hans album fra 2015 Soundcheck, opnåede en andenplads på Billboard'’s liste over mest solgte bluesalbums.

## Diskografi
- 1969 Mountain
- 1975 The Great Fatsby
- 1976 The Leslie West Band
- 1988 Theme
- 1989 Alligator
- 1989 Night of the Guitar- Live!
- 1993 Live
- 1994 Dodgin' the Dirt
- 1999 As Phat as it Gets
- 2003 Blues to Die For
- 2005 Guitarded
- 2005 Got Blooze
- 2006 Blue Me
- 2011 Unusual Suspects (UK chart peak: #153)[9][10]
- 2013 Still Climbing
- 2015 Soundcheck

## Eksterne links
- Mountain Official site
- Audio Interview with Leslie West on Guitar Jam Daily Arkiveret 8. november 2007 hos  Wayback Machine
- Mountain Tour Archive